# Конклав 2025 года
Конклав 2025 года (лат. Conclave anni 2025) — выборы 267-го папы римского. Папа римский Франциск скончался 21 апреля 2025 года на тринадцатом году своего понтификата.
21 апреля 2025 года кардинал Кевин Фаррелл, камерленго Римско-католической церкви, из Domus Sanctae Marthae, резиденции папы римского, зачитал сообщение, которое также транслировалось в эфире Vatican Media. Фаррелл объявил, что папа Франциск скончался в возрасте 88 лет в 07:35 по CEST в Ватикане.
Конклав проводился 7—8 мая 2025 года в Сикстинской капелле. 8 мая в 18:08 по центральноевропейскому времени из трубы на крыше Сикстинской капеллы пошёл белый дым. В 19:21 Доминик Мамберти огласил «Habemus Papam!», что значит «У нас есть Папа!». После кардинал-протодьякон объявил, что новым папой стал американский кардинал Роберт Фрэнсис Превост, взявший имя Лев XIV.

## Список папабилей на конклаве
Начиная с известий об ухудшающемся самочувствии папы Франциска, в СМИ начали появляться списки наиболее вероятных папабилей — возможных кандидатов на папский престол. В числе наиболее вероятных назывались имена следующих кардиналов (по алфавиту):
- Жан-Марк Авелин[7] — французский кардинал (с 2022 года), архиепископ Марселя с 8 августа 2019 года, 66 лет;
- Фридолин Амбонго Безунгу[8] — конголезский кардинал (с 2019 года), архиепископ Киншасы с 2019 года, 65 лет;
- Андерс Арборелиус — шведский кардинал (с 2017 года), епископ Стокгольма (с 1998 года), 75 лет;
- Чарльз Маунг Бо[8] — первый кардинал (с 2015 года) из Мьянмы, салезианец, архиепископ Янгона с 13 мая 2003 года, 76 лет;
- Марио Грек — мальтийский кардинал (с 2020 года), генеральный секретарь Синода епископов, 68 лет;
- Маттео Дзуппи[9] — итальянский кардинал (с 2019 года), архиепископ Болоньи с 27 октября 2015, уполномоченный папы римского по миротворчеству в рамках российско-украинской войны, 69 лет;
- Пьетро Паролин[9] — итальянский кардинал (с 2014 года), ватиканский дипломат, государственный секретарь Святого Престола с 15 октября 2013 года, 70 лет;
- Пьербаттиста Пиццабалла[7] — первый израильский кардинал (с 2023 года) итальянского происхождения, патриарх Иерусалима (с 6 ноября 2020 года), Великий приор ордена Святого Гроба Господня, 60 лет;
- Луис Антонио Тагле[7] — филиппинский куриальный кардинал (с 2012 года), архиепископ Манилы с 13 октября 2011 по 8 декабря 2019 годы, про-префект секции евангелизации Дикастерии по Евангелизации с 5 июня 2022 года, 67 лет;
- Жан-Клод Холлериш[9] — первый люксембургский кардинал (с 2019 года), архиепископ Люксембурга с 12 июля 2011 года, 66 лет;
- Петер Эрдё[7] — венгерский кардинал (с 2003 года), архиепископ Эстергома-Будапешта и примас Венгрии с 7 декабря 2002 года, 72 года.

В конце апреля, ещё до объявления даты начала конклава, по мнению ряда букмекеров, самые высокие шансы быть избранным папой были у Паролина и Тагле.
Иногда, из-за необычности самой персоны, претендентом на папство назывался 45-летний австралийский грекокатолический кардинал украинского происхождения Микола (Николай) Бычок.
Кардинал Превост также появлялся в некоторых списках папабилей, однако не являлся явным лидером этих списков.

## Кардиналы-выборщики
Из 252 членов Коллегии кардиналов на момент смерти папы Франциска (21 апреля 2025 года) право участия в конклаве имели 135 кардиналов в возрасте до 80 лет. Однако кардиналы Джованни Анджело Беччу (Италия), Антонио Каньисарес Льовера (Испания) и Джон Нджуэ (Кения) не участвовали в голосовании: Беччу был лишён кардинальских прав, а Льовера и Нджуэ отказались от участия по состоянию здоровья. Таким образом, в конклаве приняли участие 133 кардинала-выборщика.
Для избрания нового папы требовалось не менее 89 голосов (две трети от 133).
Из 133 выборщиков:
- 108 были назначены папой Франциском,
- 20 — папой Бенедиктом XVI,
- 5 — папой Иоанном Павлом II.[16]

### Кардиналы, не участвующие в работе конклава
| Выборщики             | 135 от общего числа.                                                                            |
| --------------------- | ----------------------------------------------------------------------------------------------- |
| Отсутствовали         | 3 (Джованни Анджело Беччу (Италия), Антонио Каньисарес Льовера (Испания) и Джон Нджуэ (Кения) ) |
| Присутствовали        | 133                                                                                             |
| Африка                | 18                                                                                              |
| Азия и Ближний Восток | 23                                                                                              |
| Европа                | 53                                                                                              |
| Океания               | 4                                                                                               |
| Северная Америка      | 14                                                                                              |
| Южная Америка         | 23                                                                                              |
| Скончавшийся Папа     | Франциск (2013—2025)                                                                            |
| Новый Папа            | Лев XIV (2025—н.в.)                                                                             |

Список кардиналов Римско-католической Церкви, бывших старше 80 лет на момент смерти папы римского Франциска 21 апреля 2025 года. Также они не имели права участвовать в Папском Конклаве, который начался 8 мая 2025 года для того, чтобы избрать преемника Бенедикта XVI.
Этот список составлен в алфавитном порядке в границах географических мест.
Большинство кардиналов возведены в сан Папой Франциском — 42 кардинала, Папой Бенедиктом XVI — 40 кардиналов и Иоанном Павлом II — 36 кардиналов.

### Римская курия
1. Сантос Абриль-и-Кастельо — бывший архипресвитер базилики Санта Мария Маджоре;
2. Эннио Антонелли — бывший председатель Папского Совета по делам семьи;
3. Фрэнсис Аринзе — бывший префект Конгрегации богослужения и дисциплины таинств;
4. Анджело Ачерби — бывший апостольский нунций;
5. Лоренцо Бальдиссери — бывший генеральный секретарь синода епископов;
6. Джузеппе Бертелло — бывший председатель Папской комиссии по делам государства-града Ватикана;
7. Тарчизио Бертоне — бывший камерленго;
8. Джованни Анджело Беччу — бывший префект Конгрегации по канонизации Святых;
9. Вальтер Брандмюллер — бывший председатель Папского Комитета по историческим наукам;
10. Антонио Вельо — бывший председатель Папского Совета по пастырскому попечению о мигрантах и странствующих;
11. Фернандо Вергес Альсага — бывший председатель Папской Комиссии по делам государства-града Ватикана;
12. Джузеппе Версальди — бывший префект Конгрегации католического образования;
13. Джанфранко Гирланда, иезуит — профессор теологии;
14. Доменико Кальканьо — бывший председатель Администрации церковного имущества Святого Престола;
15. Раньеро Канталамесса, капуцин — проповедник Папского Дома;
16. Вальтер Каспер — бывший председатель Папского Совета по содействию Христианскому Единству;
17. Франческо Коккопальмерио — бывший председатель Папского Совета по интерпретации законодательных текстов;
18. Анджело Комастри — бывший генеральный викарий Ватикана, бывший председатель Фабрики Святого Петра и бывший архипресвитер Папской Ватиканской базилики;
19. Луис Ладария Феррер — бывший префект Дикастерии доктрины веры и председатель Папской Библейской Комиссии;
20. Джованни Лайоло — бывший председатель Папской комиссии по делам государства-града Ватикана;
21. Агостино Маркетто — бывший апостольский нунций;
22. Мануэл Монтейру де Каштру — бывший великий пенитенциарий;
23. Франческо Монтеризи — бывший архипресвитер папской базилики Сан-Паоло-фуори-ле-Мура;
24. Эдвин Фредерик О’Брайен — бывший великий магистр ордена Рыцарского Ордена Гроба Господня;
25. Поль Пупар — бывший председатель Папского Совета по культуре;
26. Мауро Пьяченца — бывший великий пенитенциарий;
27. Джанфранко Равази — бывший председатель Папского Совета по культуре;
28. Джованни Баттиста Ре — декан Коллегии кардиналов;
29. Франц Роде — бывший префект Конгрегации по делам Институтов Посвящённой Жизни и Обществ Апостольской Жизни;
30. Леонардо Сандри — вице-декан Коллегии кардиналов, бывший префект Дикастерии по делам Восточных Церквей;
31. Жозе Сарайва Мартинш — бывший префект Конгрегации по Канонизации Святых;
32. Беньямино Стелла — бывший префект Конгрегации по делам духовенства;
33. Джеймс Фрэнсис Стэффорд — бывший великий пенитенциарий;
34. Сильвано Мария Томази — бывший апостольский нунций;
35. Марк Уэлле — бывший префект Дикастерии по делам епископов;
36. Раффаэле Фарина — бывший Библиотекарь и Архивариус Святой Римской Церкви;
37. Майкл Фицджеральд — бывший апостольский нунций;
38. Фортунато Фрецца — каноник собора Святого Петра;
39. Хулиан Эрранс Касадо — бывший председатель Дисциплинарной Комиссии Римской курии.

### Европа

#### Италия
1. Анджело Баньяско — бывший архиепископ Генуи;
2. Гуальтьеро Бассетти — бывший архиепископ Перуджи-Читта-делла-Пьеве;
3. Агостино Валлини — бывший генеральный викарий Рима;
4. Сальваторе Де Джорджи — бывший архиепископ Палермо;
5. Эдоардо Меникелли — бывший архиепископ Анкона-Озимо;
6. Арриго Мильо — бывший архиепископ Кальяри;
7. Паоло Ромео — бывший архиепископ Палермо;
8. Камилло Руини — бывший генеральный викарий Рима;
9. Крешенцио Сепе — бывший архиепископ Неаполя;
10. Анджело Скола — бывший архиепископ Милана;
11. Энрико Ферочи.

#### Испания
1. Рикардо Бласкес Перес — бывший архиепископ Вальядолида;
2. Акилино Бокос Мерино — кларетинец;
3. Льюис Мартинес Систак — бывший архиепископ Барселоны;
4. Антонио Мария Роуко Варела — бывший архиепископ Мадрида.

#### Литва
1. Аудрис Юозас Бачкис — бывший архиепископ Вильнюса;
2. Сигитас Тамкявичус, иезуит — бывший архиепископ Каунаса.

#### Франция
1. Андре Вен-Труа — бывший архиепископ Парижа;
2. Жан-Пьер Рикар — бывший архиепископ Бордо.

#### Австрия
1. Кристоф Шёнборн — бывший архиепископ Вены.

#### Албания
1. Эрнест Симони.

#### Германия
1. Фридрих Веттер — бывший архиепископ Мюнхена.

#### Ирландия
1. Шон Бэптист Брейди — бывший архиепископ Армы.

#### Латвия
1. Янис Пуятс — бывший архиепископ Риги.

#### Польша
1. Станислав Дзивиш — бывший архиепископ Кракова.

#### Румыния
1. Лучиан Мурешан — верховный архиепископ Фэгэраш — Алба-Юлия, глава Румынской грекокатолической церкви.

#### Чехия
1. Доменик Дука — бывший архиепископ Праги.

### Азия

#### Вьетнам
1. Пётр Нгуен Ван Нён — бывший архиепископ Ханоя.
2. Жан Батист Фам Минь Ман — бывший архиепископ Хошимина.

#### Китай
1. Иоанн Тун Хон — бывший епископ Гонконга;
2. Иосиф Чэнь Жицзюнь — бывший епископ Гонконга.

#### Филиппины
1. Орландо Бельтран Кеведо — бывший архиепископ Котабато;
2. Гауденсио Борбон Росалес — бывший архиепископ Манилы.

#### Бангладеш
1. Патрик Д’Росарио — бывший архиепископ Дакки.

#### Индия
1. Георг Аленчерри — бывший верховный архиепископ Эрнакулам-Ангамали;
2. Освальд Грасиас — бывший архиепископ Бомбея.

#### Индонезия
1. Юлий Рияди Дармаатмаджа — бывший архиепископ Джакарты.

#### Корея
1. Андрей Ём Су Чжун — бывший архиепископ Сеула.

#### Лаос
1. Луи-Мари Линг Мангкханекхоун — бывший апостольский викарий Вьентьяна.

#### Ливан
1. Бешар Бутрос Раи — маронитский патриарх Антиохии и всего Леванта.

#### Таиланд
1. Михаил Мичаи Китбунчу — бывший архиепископ Бангкока.

### Северная Америка

#### США
1. Дональд Вюрл — бывший архиепископ Вашингтона;
2. Роджер Майкл Махони — бывший архиепископ Лос-Анджелеса;
3. Адам Джозеф Мэйда — бывший архиепископ Детройта;
4. Шон Патрик О’Мелли — бывший архиепископ Бостона;
5. Джастин Фрэнсис Ригали — бывший архиепископ Филадельфии.

### Латинская Америка

#### Мексика
1. Фелипе Арисменди Эскивель — бывший епископ Сан-Кристобаль-де-лас-Касаса;
2. Норберто Ривера Каррера — бывший архиепископ Мехико;
3. Хуан Сандоваль Иньигес — бывший архиепископ Гвадалахары;
4. Альберто Суарес Инда — бывший архиепископ Морелии.

#### Аргентина
1. Луис Эктор Вильяльба — бывший архиепископ Тукумана;
2. Луис Паскуаль Дри — исповедник в святилище Богоматери Помпеи в Буэнос-Айресе;
3. Эстанислао Эстебан Карлич — бывший архиепископ Параны.

#### Венесуэла
1. Диего Рафаэль Падрон Санчес — бывший архиепископ Куманы;
2. Бальтасар Энрике Поррас Кардосо — бывший архиепископ Каракаса.

#### Колумбия
1. Рубен Дарио Саласар Гомес — бывший архиепископ Боготы;
2. Хорхе Энрике Хименес Карвахаль — бывший архиепископ Картахены.

#### Перу
1. Педро Рикардо Баррето Химено — бывший архиепископ Уанкайо;
2. Хуан Луис Сиприани Торн — бывший архиепископ Лимы.

#### Чили
1. Селестино Аос Брако, капуцин — бывший архиепископ Сантьяго;
2. Франсиско Хавьер Эррасурис Осса — бывший архиепископ Сантьяго;
3. Рикардо Эссати Андрельо — бывший архиепископ Сантьяго.

#### Боливия
1. Торибио Тикона Порко — бывший территориальный прелат Корокоро.

#### Бразилия
1. Раймунду Дамасену Ассис — бывший архиепископ Апаресиды.

#### Гондурас
1. Оскар Андрес Родригес Марадьяга — бывший архиепископ Тегусигальпы.

#### Доминиканская республика
1. Николас де Хесус Лопес Родригес — бывший архиепископ Санто-Доминго.

#### Панама
1. Хосе Луис Лакунса Маэстрохуан — бывший епископ Давида.

#### Сальвадор
1. Грегорио Роса Чавес — бывший вспомогательный епископ архиепархии Сан-Сальвадора.

### Африка

#### Нигерия
1. Энтони Олубунми Окоги — бывший архиепископ Лагоса;
2. Джон Олорунфеми Онаийекан — бывший архиепископ Абуджи.

#### Маврикий
1. Морис Пья — бывший епископ Порт-Луи.

#### Мали
1. Жан Зербо — бывший архиепископ Бамако.

#### Мозамбик
1. Жулиу Дуарте Ланга — бывший епископ Шаи-Шаи.

#### Сенегал
1. Теодор-Адриен Сарр — бывший архиепископ Дакара.

#### Судан
1. Габриэль Зубейр Вако — бывший архиепископ Хартума.

#### Танзания
1. Поликарп Пенго — бывший архиепископ Дар-эс-Салама.

#### Уганда
1. Эммануил Вамала — бывший архиепископ Кампалы.

#### ЮАР
1. Уилфрид Фокс Напье — бывший архиепископ Дурбана.

### Географическое распределение
Это был самый географически разнообразный конклав в истории Церкви — участие приняли кардиналы из 71 страны. Из 133 кардиналов 52 представляли страны Европы, по 23 — Азию и Латинскую Америку, 14 — Северную Америку (США и Канаду), 17 — Африку, 4 — Австралию и государства Океании.
| Страна                    | Кардиналов |
| ------------------------- | ---------- |
| Италия                    | 17         |
| Соединённые Штаты Америки | 10         |
| Бразилия                  | 7          |
| Испания                   | 5          |
| Франция                   | 5          |
| Аргентина                 | 4          |
| Индия                     | 4          |
| Канада                    | 4          |
| Польша                    | 4          |
| Португалия                | 4          |
| Великобритания            | 3          |
| Германия                  | 3          |
| Филиппины                 | 3          |
| Кот-д’Ивуар               | 2          |
| Мексика                   | 2          |
| Швейцария                 | 2          |
| Япония                    | 2          |
| Остальные страны          | 1          |